# Фань Чанлун
Фань Чанлун (род. в мае 1947, Дунган, пров. Ляонин) — китайский генерал, член Политбюро ЦК КПК. Один из двух заместителей верховного лидера КНР Си Цзиньпина в Центрвоенсовете с 2012/3 годов. Член КПК с сентября 1969 года, член ЦК КПК (17 созыва, кандидат 16 созыва), член Политбюро (18 созыва).

## Биография
На службе в НОАК с 1969 года, с того же года член КПК.
Во время культурной революции год проработал в деревне в качестве представителя «образованной молодёжи».
С марта 1995 года по декабрь 2000 года командующий 16-й армией НОАК.
С декабря 2000 года по декабрь 2003 года начальника штаба Шэньянского военного округа.
С декабря 2003 года по сентябрь 2004 года помощник начальника Генерального штаба НОАК.
C сентября 2004 года по ноябрь 2012 года командующий Цзинаньским военным округом. Сменил его в этой должности Zhao Zongqi.
В ноябре 2012 года на 7-м пленуме ЦК КПК 17-го созыва, прошедшем накануне 18 съезда КПК, Фань Чанлун и Сюй Цилян были кооптированы в состав Центрального военного совета КПК в качестве заместителей председателя.
Отмечается, что это назначение произошло не по протоколу — новыми членами Политбюро 18 созыва, а упреждающе генсеком Ху Цзиньтао.
С 15 марта 2013 года Фань Чанлун и Сюй Цилян также утверждены заместителями председателя ЦВС КНР.
Из-за возрастных ограничений Фань Чанлун не сможет быть переизбран в ЦК КПК на следующий срок.
Посещал Москву в 1995, 2005 и 2015 годах. В свой последний приезд впервые посетил военный парад на Красной площади (по случаю 70-летия Победы).
Заявлял (апр. 2013) о необходимости проявления абсолютной лояльности вооружённых сил к КПК.
Выступая 23.01.2013 в Академии национальной обороны Китая отмечал, что главным требованием к вооружённым силам должно быть следование партийному руководству.
Тогда же заявил о необходимости прилагать усилия для создания армии, которая в случае необходимости способна победить на войне.
Требовал (апр. 2013) фокусировки внимания на повышении боеспособности НОАК.
Во время посещения в мае 2015 года города-героя Волгограда во главе делегации китайских военных заявил, что «мужество и самоотверженность советских солдат помогли освободить землю от немецко-фашистских захватчиков. За это весь мир им очень благодарен».
В октябре 2015 года заявил, что «Китай выступает за мир, мир превыше всего, а также выступает за урегулирование споров мирным путём». Повышение военной мощи Китая способствует поддержанию мира на Земле, Китай не будет идти по пути военных авантюр и обижать слабых, опираясь на силу, — передаёт его слова Агентство Синьхуа.
Генерал-майор (март 1995), генерал-лейтенант (июль 2002), генерал-полковник (15.07.2008).
По утверждению «Financial Times» (2012), его считают сторонником бывшего председателя КНР Цзяна Цзэминя и приближённым генерала Сюя Цайхоу.